# Romitia bahiensis
Romitia bahiensis là một loài nhện trong họ Salticidae.
Loài này thuộc chi Romitia. Romitia bahiensis được María Elena Galiano miêu tả năm 1995.